# Террелл, Джордан
Джордан Кристофер Террел (англ. Jordon Kristopher Terrell; род. 3 сентября 1985 года, Лос-Анджелес, США, наиболее известный под сценическим псевдонимом Charlie Scene) — участник рэпкор-группы Hollywood Undead.

## Биография
Ранее был солистом гаражной рок-группы Upright Radio, которая записала лишь два трека. В Hollywood Undead выступает с момента основания группы, исполняя вокальные партии во многих песнях (Everywhere I Go, Kill Everyone, Bloody Nose, Medicate и Unholy).
По его словам, Charlie Scene — это первое, что пришло ему в голову, когда участники группы выбирали псевдонимы. 
Часть его сценического имиджа — бандана, закрывающая нижнюю часть лица. В интервью журналу Loudwire он прокомментировал свою «маску»:

Я носил бумажный пакет Del Taco на голове, а все остальные участники — маски, которые они могли с лёгкостью снять и снова надеть, но я всё равно носил пакет, и мне это нравилось, это было круто, я был другим. … Я хотел выделяться, и вот однажды группа сказала мне: «Чувак, ты ведь не можешь всё время носить пакет из Del Taco», и тогда я решил носить бандану, ведь она даже проще в обращении, чем их тупые маски.Оригинальный текст (англ.)... I use to rock the Del Taco bag and everyone else who wore these masks that they could easily take off and put back on and I had this annoying taco bag and I liked it, it was cool, it was different. ... I wanted to have something different so I did that for a while and then finally the band said, ‘Dude, you can’t wear that Del Taco bag,” so then I thought alright I’m gonna wear a bandana so it’s even easier than a stupid ass mask that you guys are wearing.
— 
В 2022 году выпустил первый сольный альбом Outsider.

## Семья
Женат на Рэнди Пентцер.

## Дискография

### В составе Hollywood Undead
- 2008: Swan Songs
- 2009: Swan Songs B-Sides EP
- 2009: Desperate Measures
- 2010: Swan Songs Rarities EP
- 2011: American Tragedy
- 2011: American Tragedy Redux
- 2013: Notes From The Underground
- 2015: Day of the dead
- 2017: Five
- 2018: Psalms EP
- 2020: New Empire, Vol. 1
- 2020: New Empire, Vol. 2

### В составе Upright Radio
Песни
- Time Again
- All In

### Сольно
- Outsider